# Takuo Ōkubo
Takuo Ōkubo (japanisch 大久保 択生 Ōkubo Takuo; * 18. September 1989 in der Präfektur Tokio) ist ein japanischer Fußballspieler.

## Karriere
Ōkubo erlernte das Fußballspielen in der Schulmannschaft der Teikyo High School. Seinen ersten Vertrag unterschrieb er 2008 bei Yokohama FC. Der Verein spielte in der zweithöchsten Liga des Landes, der J2 League. Für den Verein absolvierte er 40 Ligaspiele. 2011 wechselte er zum Ligakonkurrenten JEF United Chiba. 2014 wechselte er zum Ligakonkurrenten V-Varen Nagasaki. Für den Verein absolvierte er 96 Ligaspiele. 2017 wechselte er zum Erstligisten FC Tokyo. Für den Verein absolvierte er 10 Erstligaspiele. 2019 wechselte er zum Ligakonkurrenten Sagan Tosu. Für den Verein absolvierte er 10 Erstligaspiele. Im August 2019 wechselte er zum Ligakonkurrenten Shimizu S-Pulse. Am Ende der Saison 2022 musste er mit dem Verein als Tabellenvorletzter in die zweite Liga absteigen. Nach insgesamt 30 Ligaspielen wechselte er im Januar 2024 zum Drittligisten Iwate Grulla Morioka. Am Ende der Saison 2024 musste er mit dem Verein aus Morioka in die vierte Liga absteigen. Im Februar 2025 wechselte er auf Leihbasis zum Zweitligisten Kataller Toyama.